# فثالات هيدروكسي بروبيل مثيل السليولوز

## التسمية العامة
الدستور البريطاني: Hypromellose phthalate
الدستور الأوروبي: Methylhydroxypropylcellulosi phthalas 
الدستور الأمريكي والصيغ الوطنية الأمريكية:
Hydroxypropyl methylcellulose phthalate

## الأسماء المرادفة
Cellulose phthalate hydroxypropyl methyl ether ; HPMCP ; 2-hydroxypropyl methylcellulose phthalate ; methylhydroxypropyl-cellulose phthalate.

## التسمية الكيميائية
Cellulose hydrogen 1,2-benzenedicarboxylate. 2-hydroxypropyl methyl ether. [9050-31-1]

## الاستخدام الصيدلاني
عامل ملبّس يُستخدم بشكل واسع في الأشكال الفموية كمادة تلبيس معوية للمضغوطات والحثيرات وهو غير منحل في العصارة المعدية ولكنه ينتفخ  ولا ينحل بسرعة في المعي العلوي. تُستعمل مادة التراكيز التي تتراوح بين (5-10)% منه مع مواد غير منحلة في المزائج المحلة التالية :
( دي كلورومتتان ، الإيتانول ) ( 50 ، 50 ) أو ( الإيتانول ، الماء )  ( 80 ، 20 )
يمكن أن يُضاف بشكل طبيعي إلى المضغوطات والحثيرات دون إضافة مادة ملدنة أو المواد المشكلة للأفلام وذلك باستخدام تقنيات التغليف الشائعة ولكن إضافة كمية قليلة من العامل الملدن أو الماء يمكن أن يجنبنا مشاكل تشقق أفلام التغليف. يمكن استخدام عدة مواد ملدنة شائعة مثل ( الدياستين، الترماستين، دي غليسيريدو بولي إتيلين غليكول ) جميعها متوافقة مع هيدروكسي بروبيل متيل سلفات فتالات.
إن المضغوطات الملبّسة بهيدروكسي بروبيل متيل سلفات فتالات تتحلل بسرعة أكبر مما هي عليه في المضغوطات الملبسة بالسيللوز أسيتات الفتالات.
يمكن إضافة هيدروكسي بروبيل متيل سلفات فتالات لسطوح المضغوطات عن طريق بعثرة البودرة الدقيقة له في عمليات البعثرة المائية للعوامل الملدنة مثل الترابسين، تري إتيل سترات، دي إتيل سيترات مع عامل مرطب. يمكن استخدامه منفرداً أو مشاركاً مع عوامل رابطة منحلة أو غير منحلة في عمليات تحضير الحثيرات ذات التحرر المديد للدواء. تعتمد سرعة التحرر الدوائي على درجة الـ PH . بما أن هيدروكسي بروبيل متيل سلفات فتالات مادة عديمة الطعم وغير منحلة في اللعاب فإنه يستخدم كقناع مغلف لستر الطعم غير المستحب لبعض المضغوطات .

## التأثير على صحة الجسم
يُستخدم بشكل واسع كعامل ملبّس (مُغطِي) معوي في المستحضرات الصيدلانية الفموية. إن اختبارات التغذية طويلة الزمن ( المزمنة ) والحادة ( كميات كبيرة مباشرة ) التي طبقت على الحيوانات لم تظهر أي دلالة سميّة أو مشوهة ناتجة عن استهلاكه. عادة يُشار إلى أنه مادة غير سامة وغير مخرشة.
			LD50 (rat,oral) >15  g/kg

## سلامة الاستعمال
تختلف الاحتياطات المتبعة أثناء التعامل مع المادة باختلاف الكمية والظروف المحيطة. نحتاج عند استعماله لواقيات الأعين بالإضافة للقفازات. على الرغم من أنه لم يحدد مجال مميت ( لعتبة استخدام ) للهيدروكسي بروبيل متيل السيللوز فتالات إلا أنه يُستخدم في بيئة جيدة التهوية لخفض كمية الغبار المتولدة عنه.

## التنافرات
هيدروكسي بروبيل متيل سيللوز يتنافر مع العوامل المؤكسدة القوية .